# Nederlandse kampioenschappen schaatsen sprint vrouwen
Het Nederlands kampioenschap sprint (meestal afgekort tot NK sprint) is een jaarlijks gehouden schaatskampioenschap dat onder auspiciën van de Koninklijke Nederlandsche Schaatsenrijders Bond over de sprintvierkamp (2x 500, 2x 1000 meter) wordt verreden. De eerste editie voor de mannen werd gehouden in 1970. Sinds 1983 rijden ook de vrouwen een NK sprint. Beide kampioenschappen vormen sindsdien een gezamenlijk evenement, separaat van de allroundkampioenschappen, uitzonderingen zijn de seizoenen 1987, 1988, 1990, 1992, 1994, 2001, 2011 en 2014 toen ze samen met de allroundkampioenschappen in het zelfde (lang-)weekend plaatsvonden. Vanaf 2016 vinden ze standaard tegelijkertijd met de allroundkampioenschappen plaats, uitzondering hierop is 2021 (coronajaar).
De NK sprint vindt afwisselend plaats in de maanden december, januari en februari en bij uitzondering in maart. Het toernooi wordt meestal gebruikt als kwalificatietoernooi voor het EK of WK sprint. Startbewijzen voor het NK sprint kunnen onder andere via de Utrecht City Bokaal en de VPZ Sprintcup worden verdiend.

## Podia eindklassement
| Jaar | Plaats     | Goud               | Zilver              | Brons                 |
| ---- | ---------- | ------------------ | ------------------- | --------------------- |
| 1983 | Utrecht    | Alie Boorsma       | Yvonne van Gennip   | Thea Limbach          |
| 1984 | Eindhoven  | Yvonne van Gennip  | Els Meijer          | Alie Boorsma          |
| 1985 | Utrecht    | Yvonne van Gennip  | Alie Boorsma        | Els Meijer            |
| 1986 | Utrecht    | Petra Moolhuizen   | Yvonne van Gennip   | Marieke Stam          |
| 1987 | Deventer   | Christine Aaftink  | Els Meijer          | Boukje Keulen         |
| 1988 | Alkmaar    | Christine Aaftink  | Ingrid Haringa      | Mariska Hekkers       |
| 1989 | Heerenveen | Christine Aaftink  | Anita Loorbach      | Anja Bollaart         |
| 1990 | Assen      | Christine Aaftink  | Marion van Zuilen   | Anita Loorbach        |
| 1991 | Assen      | Marieke Stam       | Christine Aaftink   | Herma Meijer          |
| 1992 | Heerenveen | Christine Aaftink  | Anita Loorbach      | Marieke Stam          |
| 1993 | Utrecht    | Christine Aaftink  | Herma Meijer        | Marieke Stam          |
| 1994 | Den Haag   | Christine Aaftink  | Sandra Zwolle       | Leontine van Meggelen |
| 1995 | Alkmaar    | Annamarie Thomas   | Sandra Zwolle       | Christine Aaftink     |
| 1996 | Assen      | Annamarie Thomas   | Christine Aaftink   | Andrea Nuyt           |
| 1997 | Groningen  | Marianne Timmer    | Annamarie Thomas    | Sandra Zwolle         |
| 1998 | Groningen  | Marianne Timmer    | Annamarie Thomas    | Andrea Nuyt           |
| 1999 | Groningen  | Marianne Timmer    | Andrea Nuyt         | Tonny de Jong         |
| 2000 | Utrecht    | Andrea Nuyt        | Marianne Timmer     | Marieke Wijsman       |
| 2001 | Heerenveen | Marianne Timmer    | Andrea Nuyt         | Frouke Oonk           |
| 2002 | Groningen  | Andrea Nuyt        | Annamarie Thomas    | Marieke Wijsman       |
| 2003 | Groningen  | Marianne Timmer    | Marieke Wijsman     | Frouke Oonk           |
| 2004 | Utrecht    | Marianne Timmer    | Andrea Nuyt         | Annamarie Thomas      |
| 2005 | Groningen  | Marianne Timmer    | Frouke Oonk         | Annette Gerritsen     |
| 2006 | Assen      | Marianne Timmer    | Sanne van der Star  | Annette Gerritsen     |
| 2007 | Groningen  | Marianne Timmer    | Annette Gerritsen   | Margot Boer           |
| 2008 | Heerenveen | Marianne Timmer    | Ireen Wüst          | Margot Boer           |
| 2009 | Groningen  | Margot Boer        | Natasja Bruintjes   | Laurine van Riessen   |
| 2010 | Groningen  | Annette Gerritsen  | Margot Boer         | Laurine van Riessen   |
| 2011 | Heerenveen | Margot Boer        | Annette Gerritsen   | Laurine van Riessen   |
| 2012 | Heerenveen | Margot Boer        | Thijsje Oenema      | Marrit Leenstra       |
| 2013 | Groningen  | Marrit Leenstra    | Margot Boer         | Laurine van Riessen   |
| 2014 | Amsterdam  | Margot Boer        | Lotte van Beek      | Thijsje Oenema        |
| 2015 | Groningen  | Thijsje Oenema     | Laurine van Riessen | Margot Boer           |
| 2016 | Heerenveen | Sanneke de Neeling | Marrit Leenstra     | Margot Boer           |
| 2017 | Heerenveen | Ireen Wüst         | Anice Das           | Sanneke de Neeling    |
| 2018 | Heerenveen | Letitia de Jong    | Anice Das           | Sanneke de Neeling    |
| 2019 | Heerenveen | Jutta Leerdam      | Letitia de Jong     | Sanneke de Neeling    |
| 2020 | Heerenveen | Letitia de Jong    | Jorien ter Mors     | Femke Kok             |
| 2021 | Heerenveen | Jutta Leerdam      | Femke Kok           | Suzanne Schulting     |
| 2022 | Heerenveen | Michelle de Jong   | Marrit Fledderus    | Helga Drost           |
| 2023 | Heerenveen | Jutta Leerdam      | Femke Kok           | Marrit Fledderus      |
| 2024 | Heerenveen | Isabel Grevelt     | Marrit Fledderus    | Dione Voskamp         |
| 2025 | Heerenveen | Jutta Leerdam      | Suzanne Schulting   | Chloé Hoogendoorn     |

## Medailleverdeling
Eindklassement
Schaatssters met ten minste 1 titel op naam (1983 t/m 2025) 
| Naam               | Goud | Zilver | Brons | Totaal |
| ------------------ | ---- | ------ | ----- | ------ |
| Marianne Timmer    | 10   | 1      | 0     | 11     |
| Christine Aaftink  | 7    | 2      | 1     | 10     |
| Margot Boer        | 4    | 2      | 4     | 10     |
| Jutta Leerdam      | 4    | 0      | 0     | 4      |
| Andrea Nuyt        | 2    | 3      | 2     | 7      |
| Annamarie Thomas   | 2    | 3      | 1     | 6      |
| Yvonne van Gennip  | 2    | 2      | 0     | 4      |
| Letitia de Jong    | 2    | 1      | 0     | 3      |
| Annette Gerritsen  | 1    | 2      | 2     | 5      |
| Alie Boorsma       | 1    | 1      | 1     | 3      |
| Marrit Leenstra    | 1    | 1      | 1     | 3      |
| Thijsje Oenema     | 1    | 1      | 1     | 3      |
| Ireen Wüst         | 1    | 1      | 0     | 2      |
| Sanneke de Neeling | 1    | 0      | 3     | 4      |
| Marieke Stam       | 1    | 0      | 3     | 4      |
| Michelle de Jong   | 1    | 0      | 0     | 1      |
| Petra Moolhuizen   | 1    | 0      | 0     | 1      |
| Isabel Grevelt     | 1    | 0      | 0     | 1      |

 België · 
 Canada · 
 China · 
 Duitsland · 
 Finland · 
 Frankrijk · 
 Hongarije · 
 Italië · 
 Japan · 
 Kazachstan · 
 Nederland (mannen) - (vrouwen) · 
 Noorwegen (mannen) - (vrouwen) · 
 Oekraïne · 
 Oostenrijk · 
 Polen · 
 Roemenië · 
 Rusland · 
 Tsjechië · 
 Verenigde Staten · 
 Wit-Rusland · 
 Zuid-Korea · 
 Zweden · 
 Zwitserland